# Test de Breusch-Godfrey
Le test de Breusch-Godfrey est un test statistique qui teste l'autocorrélation de n'importe quel ordre. Il s'agit d'un test asymptotique qui teste directement la significativité du coefficient ρ dans la formule :
{\displaystyle {\epsilon }_{t}={\rho }{\epsilon }_{t-1}+u_{t}}
où {\displaystyle u} est un bruit blanc avec le test de Wald.

## Hypothèses du test
L'hypothèse nulle (H0) stipule qu'il y a non auto-corrélation donc {\displaystyle {\rho }=0}. L'hypothèse de recherche (H1) stipule qu'il y a auto-corrélation donc ρ différent de 0 avec toujours {\displaystyle |{\rho }|<1}.

## Autre tests d'autocorrélation

### Tests d'auto-corrélation d'ordre 1 classiques
- Test de Durbin-Watson
- Test de Durbin

### Test d'auto-corrélation d'ordre 1 asymptotiques
- Test de Goldfrey-Breusch-Ljung

### Tests d'auto-corrélation d'ordre supérieur à 1
- Test Q de Ljung-Box
- Test de Box-Pierce